# Ethusa latidactylus
Ethusa latidactylus is een krabbensoort uit de familie van de Ethusidae. De wetenschappelijke naam van de soort is voor het eerst geldig gepubliceerd in 1914 door Parisi.